# Michał Wrocławczyk
Michał Wrocławczyk, Michał z Wrocławia, Michał Falkener z Wrocławia, Michael de Wratislava, Michael Vratislaviensis (ur. ok. 1460 we Wrocławiu, zm. 9 listopada 1534) – polsko-niemiecki uczony: filozof, astronom, astrolog, matematyk, teolog i filolog, profesor Akademii Krakowskiej.

## Życiorys
Był synem zamożnych mieszczan niemieckich. W roku 1478 immatrykulował się w Akademii Krakowskiej na wydziale artium, gdzie uzyskał bakalaureat (1481) i obronił swą pracę magisterską w 1488 roku. Interesował się licznymi dziedzinami nauki, które później wykładał w Krakowie: astrologię, astronomię, matematykę, fizykę, a także scholastyczną filozofię Arystotelesa, logikę, gramatykę i retorykę. Jego wykładów słuchał m.in. Mikołaj Kopernik. Wydawał i opatrywał cennymi wstępami i komentarzami liczne zbiory pieśni i innych tekstów religijnych. Obok średniowiecznego uniwersalizmu i eklektyzmu ujawniło się jego zainteresowanie humanizmem: znał (wykładał od 1498) autorów klasycznych i humanistycznych, wysoko ceniąc ich walory językowe i artystyczne. W roku 1495 wszedł do Kolegium Mniejszego, w 1501 – do Większego. W roku 1512 przeszedł do wydziału teologicznego, którego doktorat zdobył w 1517. Dwukrotnie (1499 i 1504) był dziekanem wydziału artium. Akademii Krakowskiej testamentem zapisał własną bibliotekę. Przez wiele lat opiekował się (po Janie z Głogowa) Bursą Niemiecką. Jego pierwsze drukowane prognozy astrologiczne wydano na rok 1494 i 1495, a w 1506 - pierwsze wydanie Introductorium astronomiae Cracoviense elucidans Almanach.

## Twórczość

### Ważniejsze utwory
- Iudicium Cracoviense, 1494, 2 wydania, (drukowane za granicą prognostyki astrologiczne na lata 1494 i 1495)
- Introductorium astronomiae Cracoviense elucidans Almanach, Kraków 1506, wyd. następne: Kraków 1507, Kraków 1513, Kraków 1517, (podręcznik podstawowych wiadomości, głównie z astrologii) [wyd pol.: Michał Falkener z Wrocławia, Introductorium astronomie, czyli kompendium wiedzy astrologicznej, przeł. i oprac. S. Konarska-Zimnicka, oprac. i red. P. Piotrowski, Polskie Towarzystwo Astrologiczne, Warszawa 2014]
- Introductorium dyalectice quod congestum logicum appellatur, Kraków 1509, wyd. następne: Norymberga 1511, Norymberga 1513?, Kraków 1515, Strasburg 1515, (znacznie poszerzona przeróbka edycji pt. Congestum logicum..., Kraków 1504, nakł. J. Hallera; podręcznik logiki, oparty na dziełach Piotra Hiszpana poświęconych wykładowi logiki Arystotelesa)
- Expositio hymnorumque interpretatio pro iuniorum eruditione, Kraków 1516, drukarnia J. Haller, (zbiór psalmów, hymnów i kantyków kościelnych z wstępem krytyczno-literackim i komentarzami filologiczno-teologicznymi)
- Epithoma figurarum in libros physicorum et De anima Arystotelis, Kraków 1518, drukarnia J. Haller, (inne wydania)
- Epithoma conclusionum theologicalium: pro introductione in quator libros sententiarum magistri Petri Lombardi, Kraków 1521, drukarnia J. Haller, (podręcznikowa przeróbka dogmatyki P. Lombarda)
- Prosarum dilucidatio ac earundem interpretatio... pro studiorum eruditione, Kraków 1530, drukarnia F. Ungler, (zbiór pism kościelnych prozą rymowaną i nierymowaną, z komentarzami językowo-rzeczowymi)

### Prace edytorskie
- Computus novus totius fere astronomiae fundamentum pulcherrimum continens, Kraków 1517, drukarnia J. Haller, (wyd. wcześniejsze: Kraków 1504, drukarnia J. Haller; Lipsk 1504, drukarnia J. Tanner – nie podają jako wydawcy Michała z Wrocławia, który zarazem był prawdopodobnie i autorem dzieła), wyd. następne: z modyfikacjami w tytule, Kraków 1508; Kraków 1514 (2 edycje); Kraków 1518 (2 edycje); Kraków 1524 i in., (zbiór pouczeń astronomicznych i wierszy mnemotechnicznych)